# Izomláz
Az izomláz órákkal vagy rögtön testmozgás után jelentkező, leginkább nagy megterhelések és edzetlen izmok esetén fellépő izomfájdalom. Az érzés a legtöbbször 24-72 óra hosszú ideig tart. A legújabb kutatási eredmények szerint kiváltója mikroszkopikus szakadások sorozata, melyek az izomrostokban történnek. Hogy az izmok elkerüljék a károsodást, gyorsan regenerálódnak, és a fájdalomérzet is csökken, hasonló megerőltetést már könnyebben el tudnak viselni.

## Jellemzői
Az érintett izmokban tompa, sajgó fájdalom jelentkezik, és érintésre érzékenyek. Legtöbbször akkor érződik fájdalom, ha az adott izom húzódik, nyomás alatt van, vagy nincs nyugalmi helyzetben. Bár alkattól és megerőltetéstől függően eltérések lehetnek, a fájdalom a kifejtett tevékenység első 24 órájában fokozottan növekszik, 24-72 óra között tetőzik, és legkésőbb egy hét elteltével teljesen elmúlik.

## Lehetséges okok
Hosszú évtizedekig az izomláz okozójának az izmokban felgyülemlett tejsavat tartották. Ez a vegyület anaerob, vagyis oxigénhiányos állapotban keletkezik, amikor az izom a tápanyagokat energetikailag csak igen kedvezőtlen módon tejsavvá tudja lebontani. Mára azonban a „tejsav-hipotézis”t általánosan elvetik, aminek számos oka van, de a legegyszerűbbek, hogy:
- izomláz leggyakrabban nem edzett embereknél lép fel, tejsav viszont minden anaerob, erős megterhelés után keletkezik (tehát élsportolóknál is)
- a tejsav felezési ideje 20 perc, ennyi idő alatt bontódik le a tejsavmennyiség fele. Izomláz viszont órákkal, sőt napokkal a mozgás után jelentkezik.

Egy újabb keletű elmélet szerint az izomláz eredete nem más, mint mikroszkopikus szakadások az izomrostokban. A szakadás helyén gyulladás lép fel, ez okozza a tulajdonképpeni fájdalmat. Ennek eredményeképp érthető, hogy mind a bemelegítés, mind a nyújtógyakorlatok hatástalanok az izomlázzal szemben, mivel az az izomrostok fizikai túlterhelése miatt következik be. Az elméletből az következik. hogy az edzés utáni masszázs és nyújtás ronthat az állapoton, mivel a már elszakadt rostok izgatásával a gyulladás mértéke növekedhet.
Ezt az elméletet finomítja Mizumura és társai 2016-os kutatása, amelyben azt találták, hogy a mikroszakadások bekövetkezése nem feltétlenül szükséges az izomláz kiváltásához, hanem az izomláz mechanizmusában a kritikus tényező  a bradikinin} B2 receptor-idegnövekedési faktor (NGF), illetve a COX-2 receptor gliasejt-eredetű neurotróf faktor (GDNF) útvonalak aktiválódása, de ezek az izomkárosodáskor mindig aktiválódnak.
Sonkodi Balázsék kutatása 2020-ban Mizumuraék eredményeit is figyelembe véve úgy magyarázza a fájdalom kialakulását, hogy az elsődlegesen az izomorsóban található I-es típusú érzékelő (proprioceptív) idegvégződések sérüléséből fakad, és az izom mikroszakadásai csak másodlagos okai a fájdalom kialakulásának, de a kettő általában együtt jár, hiszen a kiváltó ok az izom megerőltetése mikroszakadásokat is tud okozni.

## Kezelés
Körülbelül 3 nap alatt rendszerint megszűnik az izomláz. Ha szükséges, az izmok vérkeringésének javításával hamarabb érhető el javulás. Ilyen lehet a könnyedebb testmozgás, masszázs, forró fürdő, esetleg a szauna, ami segíthet valamicskét. Egyes kutatások a hideg vagy jeges víz használatát hasznosnak találták, mások azonban nem, így nem egyértelmű ennek hasznossága.
A további erősebb testmozgás ideiglenesen csökkentheti a fájdalomérzetet, de a fájdalom később még erősebb lehet.